# Sin Sin Sin
«Sin Sin Sin» es una canción del cantante británico del pop Robbie Williams, que fue lanzado como el cuarto y último sencillo de su álbum Intensive Care en mayo de 2006.
Fue remixada a un ritmo más rápido que el original. Se añadieron aplausos adicionales a lo largo de la canción, así como algunos nuevos instrumentos para los coros.

## Video musical
El video es otra parte del humor de la lengua en la mejilla de Robbie, burlándose de sí mismo y de sus asuntos, con él como el gurú de alguna clase de culto de las mujeres embarazadas. También tiene una especie de mirada de Dios, él es el profeta. Fue filmado cerca de Ciudad del Cabo, Sudáfrica.

## Tabla de éxito
La canción se convirtió en Williams, el primer sencillo de no hacer los veinte primeros en el Reino Unido cuando se alcanzó el número veintidós, el sencillo se cayó de las listas de éxitos en tan sólo tres semanas. En otros lugares, el sencillo le fue mucho mejor en las listas, tomó los veinte primeros en muchos países.

## Lista de canciones
UK CD1 / 7
(Publicado el 22 de mayo de 2006)
1. «Sin Sin Sin» (Sencillo Mix) - 4:04
2. «Our Love» - 4:12

UK CD2
 (Publicado el 22 de mayo de 2006)
1. «Sin Sin Sin» (Sencillo Mix) - 4:04
2. «Our Love» - 4:12
3. «Sin Sin Sin» [Chris Coco's On Tour Mix] - 6:00
4. «Sin Sin Sin» [U-Myx Software]

UK DVD
 (Publicado el 22 de mayo de 2006)
1. «Sin Sin Sin» [Video]
2. «Our Love» [Audio]
3. «Sin Sin Sin» [Chris Coco's On Tour Mix - Audio]
4. «Sin Sin Sin» [Making Of del Video]